# Nightfall in Middle-Earth
Nightfall in Middle-Earth is het zesde album van Blind Guardian, uitgebracht in 1998 door Virgin Records. Het is een conceptalbum gebaseerd op De Silmarillion van J.R.R. Tolkien. Er zit meer melodie in het album verwerkt, vergeleken met het eerdere werk van de band. Het was hun eerste plaat die uitkwam in de Verenigde Staten.

## Track listing
1. War of Wrath – 1:50
2. Into the Storm – 4:24
3. Lammoth – 0:28
4. Nightfall – 5:34
5. The Minstrel – 0:32
6. The Curse of Fëanor – 5:41
7. Captured – 0:26
8. Blood Tears – 5:23
9. Mirror Mirror – 5:07
10. Face the Truth – 0:24
11. Noldor (Dead Winter Reigns) – 6:51
12. Battle of Sudden Flame – 0:44
13. Time Stands Still (At the Iron Hill) – 4:53
14. The Dark Elf – 0:23
15. Thorn – 6:18
16. The Eldar – 3:39
17. Nom the Wise – 0:33
18. When Sorrow Sang – 4:25
19. Out on the Water – 0:44
20. The Steadfast – 0:21
21. A Dark Passage – 6:01
22. Final Chapter (Thus Ends...) – 0:48